# Orehova Gorica
Orehova Gorica is een plaats in de gemeente Gornja Stubica in de Kroatische provincie Krapina-Zagorje. De plaats telt 72 inwoners (2001).